# 今半

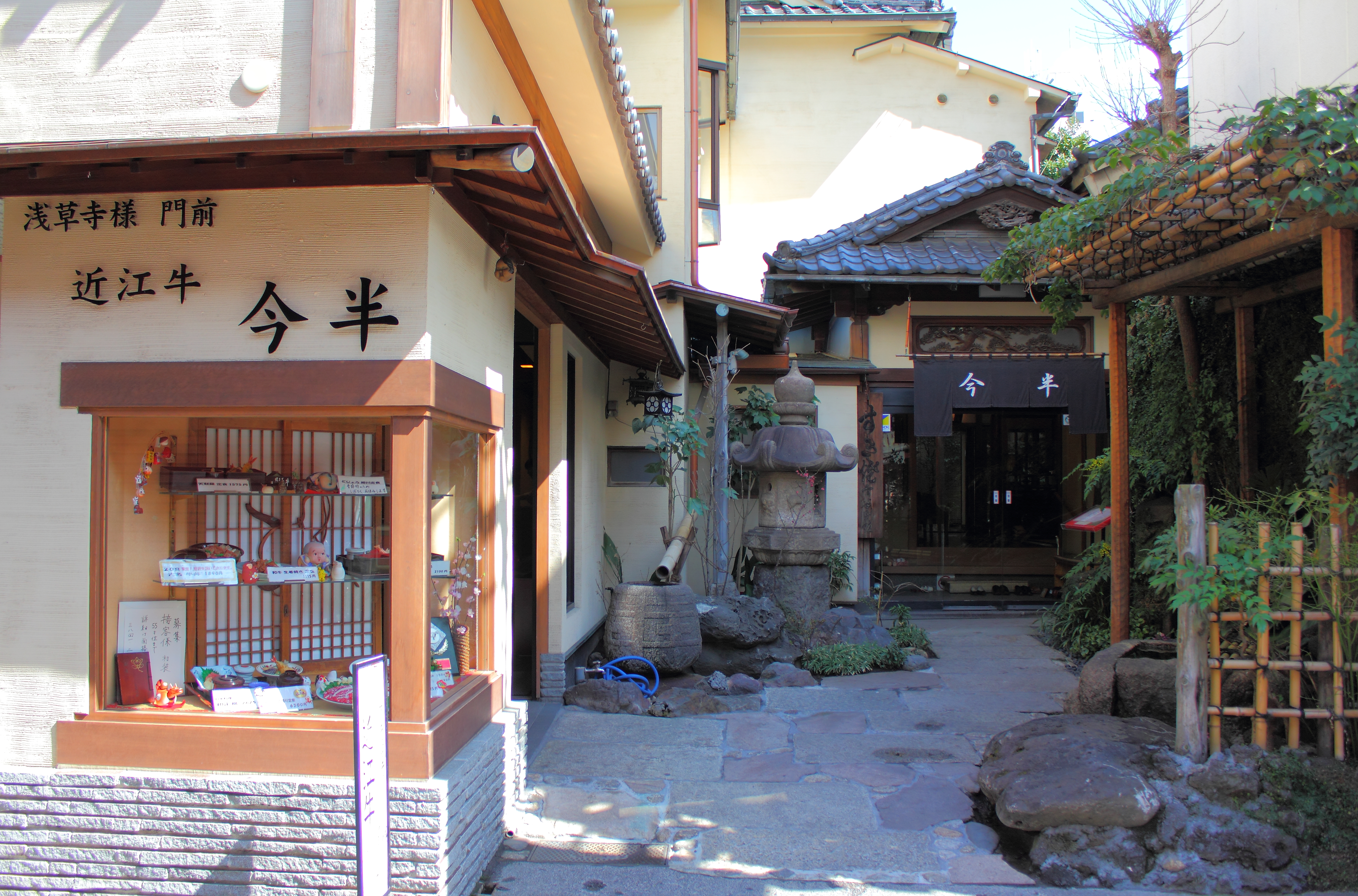
今半別館

今半（いまはん、英: Imahan）は飲食業者、小売業者の名称である。本項では東京都にあるすき焼き専門店「今半本店」と、同店をルーツとする東京都内の4事業者について解説する。

## 今半本店
有限会社今半本店（いまはんほんてん）は浅草の新仲見世通り沿いに店舗を構える、すき焼き専門店。所在地は東京都台東区浅草一丁目19番7号。後述の
- 今半別館
- 浅草今半（株式会社今半）
- 人形町今半
- 代々木今半

は今半本店をルーツとしているが、2011年時点ではそれぞれ直接の関係はなく、独立した経営を行っている。

### 歴史
1895年（明治28年）、東京府東京市本所区吾妻橋の牛鍋屋として創業し、のちに浅草へ移った。関東大震災により店舗が焼失したが、その後新たに龍宮をイメージした豪華な店舗を建て、人々をあっと言わせた。新店舗は木造3階建てで、店内には客用の風呂も設けられており、湯口はライオンを模ったものであった。和洋中の料理が取り揃えられ、金製のすき焼き鍋も用意されていた。同店には「今半御殿」との異名が付き、店舗の絵葉書も作られた。永井荷風は同店をしばしば訪れており、店内の様子などを『断腸亭日乗』に書き記している。
この建物は太平洋戦争時に焼失した。同店は2011年現在、すき焼き専門店として営業している。

#### 沿革
- 1895年（明治28年） - 東京府東京市本所区吾妻橋で創業。
- 1912年（大正元年） - 浅草にて「今半」開店。
- 1921年（大正10年） - 暖簾分けにより、芝区三田に支店開業（のちの今半別館）。
- 1923年（大正12年） - 関東大震災により店舗焼失。のちに店舗を再建（今半御殿）。
- 1928年（昭和3年） - 暖簾分けにより、国際通り沿いに「浅草今半」開業。
- 太平洋戦争時 - 空襲により今半御殿焼失。

2011年現在、新仲見世通り沿いで営業中。

### 店名の由来
開業当時、関東地方で唯一の政府公認食肉処理場が芝区白金今里町（現在の白金台）にあり、ここから肉を仕入れていたことと「今様」という語句に由来している。
今里町の食肉処理場から肉を仕入れていた店は店名に「今」の字を付けることが多かった。店名として「今」を用いている例として、他に新橋の「今朝（いまあさ）」（明治13年創業）、白金の「今福（いまふく）」、現存しない「今廣（いまひろ）」の例がある。
「半」の字については、
- 創業者3人のうち1人の名前から「半」の字を採ったもの[7][8]
- 別の創業者の名前から「伴」の字を採り、「半」に変えたもの[4]

とされている。

## 今半別館
有限会社今半別館（いまはんべっかん）は、浅草の伝法院通り近くにて、すき焼きを中心とした日本料理店「今半別館」を運営する企業である。所在地は東京都台東区浅草二丁目2番5号。同店の建物は登録有形文化財となっている。

### 沿革
- 1921年（大正10年） - 今半（のちの今半本店）からの暖簾分けにより、東京府東京市芝区三田で開業。
- 太平洋戦争末期 - 店舗が建物疎開のため取り壊される。
- 1950年（昭和25年）頃 - 浅草の伝法院通り近くにて開店。
- 2003年（平成15年） - 同店建物（北棟、南棟、玄関棟）が文部科学大臣により登録有形文化財として登録された。

### 建物
同店の建物は、今半（のちの今半本店）から暖簾分けを受けた当時の店主が、太平洋戦争後にかつての「今半御殿」をイメージして建てさせたものである。1948年（昭和23年）から10年近くにわたって増築が重ねられ、21世紀初頭には大規模な修繕工事がなされている。
数寄屋造りの木造2階建て。天井や欄間などに施された彫刻は、富山県から呼び寄せた井波彫刻の職人と、地元浅草の職人に腕を競わせたものである。細い材の組子や花形の隅板を多用した建具は、造られた当時「くどい」との批判もあったが、のちに目黒雅叙園など日本各地の料亭、旅館でも同様の建具が使われるようになった。
建築史家の稲葉和也は、ビルの多い浅草にこのような建物が残っていることを「奇跡に近い」と述べている。

## 浅草今半（株式会社今半）
株式会社今半（いまはん）は、精肉の加工販売、牛肉加工食品や弁当などの製造販売を行う企業である。本社所在地は台東区西浅草二丁目17番4号。同社の関連企業には、すき焼きを中心とした日本料理店「浅草今半」を運営する「株式会社高伴」がある。
同社の商品は、
- 牛肉佃煮
- 精肉
- 弁当（牛肉弁当、他）
- ローストビーフ、牛肉たたき
- 牛肉みそ漬
- ハンバーグ
- レトルト食品（ビーフカレー、他）
- すき焼き割下、焼肉のたれ

など、高級黒毛和牛肉を加工した食品が中心である。
同社の佃煮詰め合わせは、毎日新聞が発表するお中元ギフト、お歳暮ギフトの人気ランキングにしばしば登場する人気商品である。人形町今半のウェブサイトには、浅草今半（株式会社今半）が牛肉佃煮で日本一のシェアを持っている旨が記載されている（2007年9月現在）。
BSE騒動当時は佃煮の売上に深刻な影響が出ていたため、新たに牛肉弁当を売り出したところ、のちに月1万食（2004年時点）の人気商品となった。

## 人形町今半
株式会社人形町今半（にんぎょうちょういまはん）は
- 飲食店、精肉店、惣菜店の運営
- 弁当の配達サービス
- 調味料（すき焼き割下、焼肉のたれ、他）の製造販売

などを行う企業である。本店を東京都中央区日本橋人形町2丁目9番12号に、本部を日本橋蛎殻町1丁目4番5号におく。
今半本店をルーツとする都内の飲食業者の中で、最も多くの飲食店舗を持つ事業者となっている（2007年現在）。

### 商品、サービス
同社の「特製すき焼き弁当」は、樫の重箱にすき焼きとご飯が別々に詰められており、温かいまま注文先へ届けられる。1959年（昭和34年）から配達サービスが行われており、企業からの注文が多い。かつては「重役弁当」との通称もあった。
同社は20種類以上のたれ、ドレッシング類を製造し、スーパーマーケットなどに出荷するメーカーでもある。同社の製造する割下は、日本で3位のシェアを持っている（国内メーカー別シェア、2007年の報道より）。

### 沿革
- 1952年（昭和27年） - 浅草今半の日本橋支店として開業。
- 1956年（昭和31年） - 浅草今半より独立し、有限会社人形町今半として法人化。
- 1985年（昭和60年） - 改組し、株式会社人形町今半となる。
- 1999年（平成11年） - 農林水産省から優良フードサービス事業者として表彰される。

### 店舗

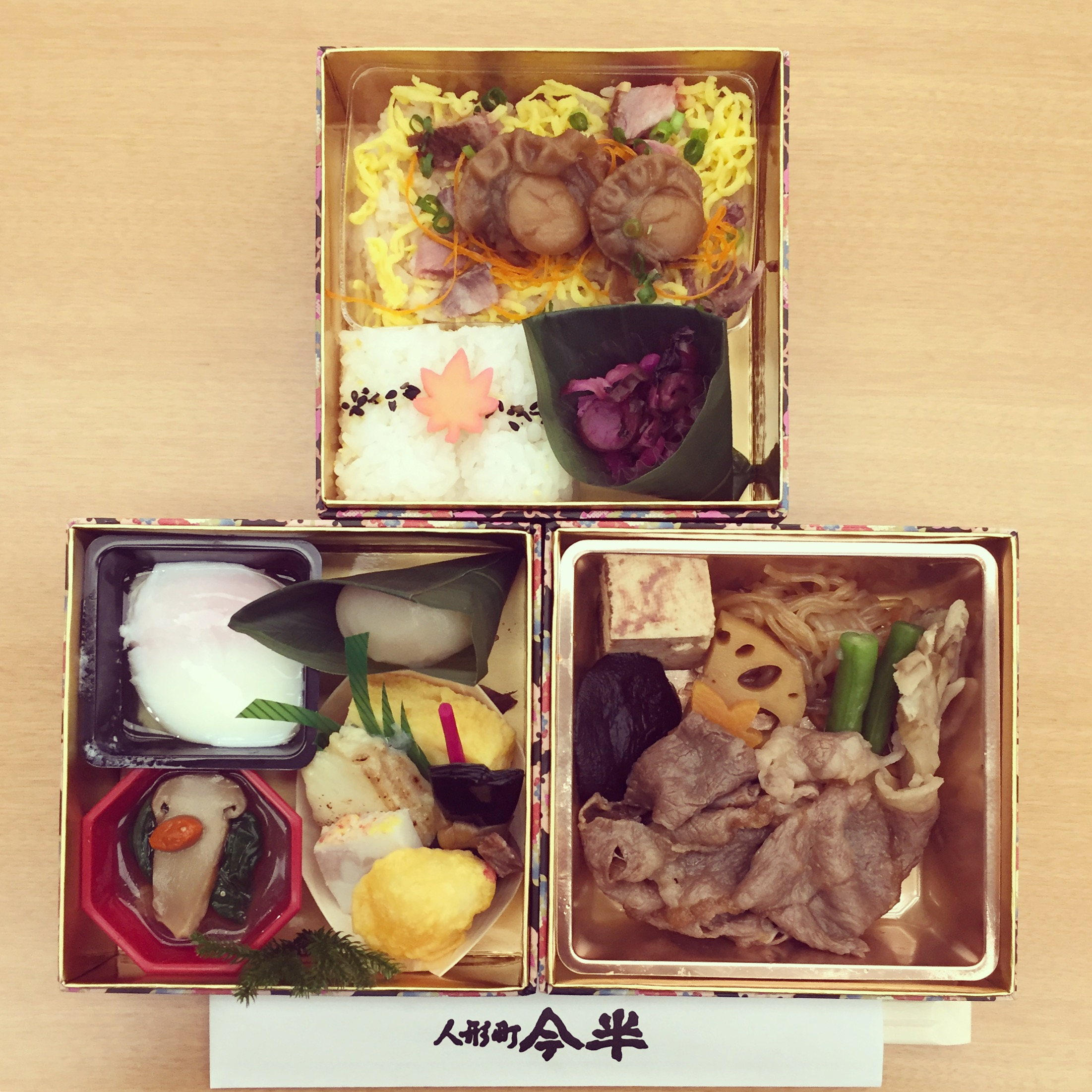
人形町今半の折詰弁当「雪月花」

「人形町今半」すき焼、しゃぶしゃぶを中心とした日本料理店。東京都内を中心に13店舗を展開する。
「喜扇亭」鉄板焼きステーキ店。港区赤坂他に3店舗。
「今半万窯」炭火焼料理店。渋谷区代々木に1店舗。
「ガーデンレストラン人形町今半」池上本門寺内の「松濤園」に1店舗。
精肉店関東地方の百貨店内を中心に展開している。
惣菜店東京都内に独立型の2店舗をおくほか、百貨店内の4店舗でも惣菜を取り扱う。惣菜店の店名は「あったか惣菜」。
（2007年9月現在、グループの店舗を含む）

## 代々木今半
しゃぶしゃぶ亭 代々木今半（しゃぶしゃぶてい よよぎいまはん）は、渋谷区代々木一丁目45番4号に店舗を構える、しゃぶしゃぶとすき焼きの専門店である。テレビ番組『出没!アド街ック天国』では、同店の牛タンしゃぶしゃぶを「日本初の牛タンしゃぶしゃぶ」として紹介している。
同店では牛肉しゃぶしゃぶを注文した客に対し、肉を筒状に丸めて静かに鍋へ入れるよう勧めている。こうすることで、内側はレアのまま、外側に熱を通して食べることができる。